# Saint-Léger-lès-Paray
Saint-Léger-lès-Paray är en kommun i departementet Saône-et-Loire i regionen Bourgogne-Franche-Comté i östra Frankrike. Kommunen ligger i kantonen Paray-le-Monial som tillhör arrondissementet Charolles. År 2022 hade Saint-Léger-lès-Paray 759 invånare.

## Befolkningsutveckling
Antalet invånare i kommunen Saint-Léger-lès-Paray
| Referens: INSEE |